# Bednja (folyó)
A Bednja a Dráva horvátországi szakaszán jobbra az egyik legnagyobb mellékfolyója (a másik a Plitvica). A folyó Trakostyánnál ered, és mindvégig Horvátország területén haladva, 133 kilométer hosszan folyik, míg Ludbregnél eléri a Drávát.

## Fekvése
A Bednja Észak-Horvátországban folyik, elhalad Bednja, Lepoglava, Ivanec, Beletinec, Novi Marof és Varasdfürdő mellett, míg Ludbreg alatt eléri a Drávát. Természetes választóvonalat képez a Kemléki-hegység és a Varaždinsko Topličko között.
A Bednja a leghosszabb folyó azok közül, melyeknek a forrása, torkolata és folyása is országhatáron belül marad.